# Dime Tasovski
Dime Tasovski (in macedone Диме Тасовски?; Veles, 8 novembre 1980) è un cestista macedone.

## Carriera
Con la Macedonia del Nord ha disputato i Campionati europei del 2009.

## Palmarès
- Coppa di Macedonia: 2

Rabotnički Skopje: 2005, 2006
- Lega Balcanica: 1

Kavadarci: 2010-11